# 麥克米倫科伊鎮區 (密蘇里州麥克唐納縣)
麥克米倫科伊鎮區（英語：McMillen Coy Township）是位於美國密蘇里州麥克唐納縣的一個行政鎮區。

## 地方資料
麥克米倫科伊鎮區的面積為82.25平方千米，當中陸地面積為82.21平方千米，而水域面積為0.03平方千米。根據2020年美國人口普查的數據，當地共有人口1099人，而人口密度為每平方千米13.36人。